# Appleton Farms
Als Appleton Farms wird ein 658 Acres (2,66 km²) großes Naturschutzgebiet und Kulturdenkmal in der Nähe von Ipswich im Bundesstaat Massachusetts der Vereinigten Staaten bezeichnet. Die Farm ist eine der ältesten ununterbrochen tätigen Landwirtschaftsbetriebe der Vereinigten Staaten und wird von der Organisation The Trustees of Reservations verwaltet. Das Gebiet Appleton Farms Grass Rides ist mit einer Größe von 259 Acres (1,05 km²) Teil des Schutzgebiets.

## Geschichte
Die Farm wurde 1636 von Samuel Appleton gegründet und ist auch heute noch nach ihm benannt. Appleton baute dort zunächst Gemüse, Weizen und Heu an, wobei das Produktspektrum der Farm von seinen Nachkommen zum Ende des 19. Jahrhunderts um Holz, Fleisch und Milchprodukte erweitert wurde. Zu dieser Zeit besaß das Gelände bereits einen hohen Freizeitwert und wurde insbesondere für die Fuchsjagd und Jagdrennen genutzt. 1998 überschrieb Joan Appleton das heutige Schutzgebiet an die Trustees of Reservations, nachdem es für neun Generationen im Besitz der Familie gewesen war.

## Schutzgebiet
Das Gelände mit seinen historischen Gebäuden und Steinwällen bietet einen vagen Blick in die landwirtschaftliche Vergangenheit Neuenglands. Noch heute werden auf der Farm Milch und Milchprodukte, Fleisch, Eier und Heu erzeugt und in der Umgebung verkauft. Besucher können ihr Gemüse im Rahmen eines Gemeinschaftsprogramms auch selbst anbauen und ernten.
Im Schutzgebiet leben Neuenglands größte Populationen von Reisstärlingen und Lerchenstärlingen. Die Feuchtgebiete werden saisonal von Zugvögeln genutzt, während dort dauerhaft Frösche und Salamander (darunter auch seltene Arten wie der Blauflecken-Querzahnmolch und der gelbgefleckte Salamander) leben. Die Felder bieten darüber hinaus Rothirschen, Füchsen, Kojoten und Nerzen ausreichend Lebensraum, während der Fischermarder in den Wäldern der Anlage verbreitet ist. Im Herbst können Falken und im Winter auch Eulen beobachtet werden. Das Schutzgebiet ist auch Heimat für die auf der Roten Liste der IUCN als stark gefährdet eingestufte Fledermausart Myotis sodalis.
Besuchern stehen mehr als 6 mi (9,7 km) Wander- und Reitwege zur Verfügung, die teilweise zum Bay Circuit Trail gehören. Es gibt ferner ein Besucherzentrum und einen Direktverkauf der Farmerzeugnisse. Mitglieder der Trustees haben freien Eintritt, von Nichtmitgliedern wird eine Eintrittsgebühr erhoben. Für das Reiten auf dem Gelände und für Kutschfahrten ist vorab eine gesonderte Erlaubnis einzuholen.

## Appleton Farms Grass Rides
Die Appleton Farms Grass Rides umfassen ein Gebiet von insgesamt 259 Acres (1,05 km²) und sind Teil des Schutzgebiets Appleton Farms. Das Gelände bietet mehr als 5 mi (8 km) an ehemaligen Reit- und Kutschwegen, da es ursprünglich für Reitausflüge konzipiert war. Heute ist jedoch mit Rücksicht auf die Feuchtgebiete das Reiten in diesem Gebiet untersagt. Das Wegenetz ist dabei so aufgebaut, dass sich fünf „Speichen“ in der Mitte an einer Lichtung treffen, wo eine große, aus den Trümmern der ehemaligen Bibliothek des Harvard College geborgene Zinne aus Granit das Zentrum markiert.